# Prime data language
Pour les articles homonymes, voir PDL.
 (mai 2025).
Motif : Ne semble pas exister. Le PDL est le Parameter Description Langage
- Archive Wikiwix
- Bing
- Cairn
- DuckDuckGo
- E. Universalis
- Gallica
- Google
- G. Books
- G. News
- G. Scholar
- Persée
- Qwant
- (zh) Baidu
- (ru) Yandex
- (wd) trouver des œuvres sur Wikidata

| 1. | Préciser le motif de la pose du bandeau. | Précisez le motif de la pose du bandeau en utilisant la syntaxe suivante : {{admissibilité à vérifier\|date=mai 2025\|motif=remplacez ce texte par le motif}}                            |
| 2. | Informer les utilisateurs concernés.     | Pensez à avertir le créateur de l'article, par exemple, en insérant le code ci-dessous sur sa page de discussion : {{subst:avertissement admissibilité à vérifier\|Prime data language}} |

 (décembre 2024).
Prime data language (ou PDL) est un langage de description de données d'instruments financiers.
C'est un « méta-langage » à la XML avec une syntaxe différente.